# 金朝王爵列表
金朝封爵分國王（二國）、國王（一國）、王、郡王、国公、開國郡公、開國縣公、開國侯（開國郡侯、開國縣侯）、開國伯（開國郡伯、開國縣伯）、開國子（開國郡子、開國縣子）、開國男（開國郡男、開國縣男）十一等十五種。
下表列出金朝可考的王爵。

## 国王

### 二字国王
- 完颜宗干，梁宋国王[2]
- 完颜杲，辽燕国王，正隆二年降为辽王[3]
- 完颜宗望，辽燕国王[4]
- 完颜宗翰，周宋国王，正隆二年降为金源郡王[5]
- 完颜勖，秦汉国王、周宋国王，正隆二年降为金源郡王[6]
- 完颜宗雄，秦汉国王，正隆二年降为金源郡王[7]
- 徒单恭，梁晋国王[8]

### 一字国王
- 完颜撒改，燕国王，正隆二年降为陈国公[9]
- 完颜宗磐，宋国王[10]
- 完颜宗望，许国王、晋国王[4]
- 完颜宗翰，晋国王[5]
- 大㚖，汉国王、晋国王，正隆二年降为梁国公[11]
- 完颜勖，鲁国王、汉国王[6]
- 完颜宗雄，齐国王[7]
- 耨碗温敦思忠，齐国王，正隆二年降为广平郡王[12]
- 完颜宗弼，越国王[13]
- 完颜乌带，许国王[14]
- 完颜昌，鲁国王[15]
- 完颜晏，齐国王，正隆二年夺爵[16]
- 完颜阿离合懑，隋国王，正隆二年降为隋国公[17]
- 徒单恭，燕国王，正隆二年降为陈国公[8]
- 萧仲恭，越国王，正隆二年降为郑国公[18]
- 完颜宗尧，晋国王，正隆二年降为许王[19]
- 完颜阇母，吴国王，正隆二年降为谭王[20]
- 完颜希尹，豫国王，正隆二年降为金源郡王[21]
- 完颜斡鲁，郑国王，正隆二年降为金源郡王[22]
- 完颜宗雋，兖国王[13]
- 完颜宗敏，曹国王[23]
- 完颜斡赛，卫国王[24]
- 吴曦，蜀国王，章宗封[25]

## 王
- 完颜宗峻，丰王，正隆二年降[26]
- 完颜宗干，辽王，世宗复封[27]
- 完颜宗尧，许王，正隆二年由晋国王降[19]
- 完颜阇母，谭王，正隆二年由吴国王降，世宗复封鲁王[20]
- 完颜杲，辽王，正隆二年由辽燕国王降[3]
- 完颜银术可，蜀王，正隆二年降为金源郡王[28]
- 完颜娄室，莘王，正隆二年降为金源郡王[29]
- 完颜雍，赵王，正隆二年降为郑国公[30]
- 完颜劾孙，王，正隆二年降为郑国公[31]
- 完颜蒲家奴，王，正隆二年降为豫国公[31]
- 完颜麻颇，王，正隆二年降为虞国公[32]
- 完颜谩都诃，王，正隆二年降为郑国公[33]
- 完颜劾真保，王，正隆二年降为代国公[34]
- 完颜斡者，鲁王，正隆二年降为公[35]
- 完颜按答海，谭王、郓王、魏王，正隆二年夺爵[36]
- 完颜昂，郓王[37]
- 完颜充，郑王[38]
- 完颜襄，卫王[38]
- 完颜兖，王[38]
- 完颜广阳，滕王，海陵时封[38]
- 完颜矧思阿补，宿王，海陵时封[38]
- 耶律延禧，豫王，熙宗追封
- 刘豫，蜀王（1137年—1142年）、曹王（1142年—1146年）
- 石家奴，郧王，正隆二年降为鲁国公[39]
- 蒲察阿虎迭，葛王→谭王，正隆二年降为楚国公[40]
- 徒单贞，王，正隆二年降为沈国公[41]
- 斜卯阿里，王，正隆二年降为韩国公[42]
- 赤盏晖，戴王，正隆二年降为景国公[43]
- 耶律怀义，漆水郡王→莘王→萧王，正隆二年降为景国公[44]
- 刘彦宗，郓王，正隆二年例降[45]
- 萧仲恭，济王[18]
- 高桢，戴国公→任国公→河内郡王→代王→晋国公，正隆二年降为晋国公[46]
- 张浩，潞王、蜀王，正隆二年降为鲁国公[47]
- 韩企先，濮王，正隆二年降为齐国公[48]
- 张中孚，邓王，正隆二年降为原国公[49]
- 萧怀忠，王，世宗复封[50]
- 完颜晏，葛王、宋王、豫王、许王、齐王[16]
- 完颜文，王，正隆二年降为郧国公，世宗复封英王，徙封荆王[4]
- 完颜京，曹王，正隆二年降为沈国公，世宗复封寿王[4]
- 完颜宗翰，秦王，世宗改赠[5]
- 完颜宗雅，代王，世宗复封曹王[51]
- 完颜宗懿，薛王，世宗复封郑王[51]
- 完颜宗顺，追封徐王，世宗复封隋王[51]
- 完颜宗美，丰王，世宗复封卫王[51]
- 完颜宗哲，毕王，世宗复封韩王[51]
- 完颜宗本，原王，世宗复封潞王[51]
- 完颜神土门，郓王，世宗复封豳王[51]
- 完颜斡烈，蔡王，世宗复封鄂王[51]
- 完颜斛孛束，霍王，世宗复封沈王[51]
- 完颜宗固，幽王，世宗复封鲁王[51]
- 完颜亨，芮王，世宗复封韩王[52]
- 完颜宗雄，楚王，世宗复封[7]
- 完颜宗望，宋王，世宗复封[16]
- 完颜宗傑，越王，世宗复封赵王[53]
- 完颜允恭，楚王，世宗封[19]
- 完颜永中，世宗封许王、越王、赵王，章宗改封汉王、并王、镐王[54]
- 完颜永功，世宗封郑王、隋王、曹王，章宗改封冀王、鲁王、郢王[55]
- 完颜永成，世宗封沈王、豳王，章宗改封吴王、兖王、豫王[56]
- 完颜孰辇，世宗封鲁王，章宗封赵王[57]
- 完颜斜鲁，越王，世宗封[57]
- 完颜爽，温王、寿王、英王、荣王，世宗封[58]>
- 完颜永蹈，世宗封滕王、徐王，章宗改封卫王、郑王[59]
- 完颜永升，世宗封徐王、虞王，章宗改封隋王、曹王、宛王[60]
- 完颜永济，世宗封薛王、滕王，章宗改封潞王、韩王、卫王[61]
- 完颜永德，世宗封薛王、沈王，章宗改封豳王、潞王、曹王[62]
- 完颜璟，原王，世宗封[63]
- 完颜琮，郓王，章宗封[64]
- 完颜珣，丰王；翼王；邢王，升王，章宗封[65]
- 完颜瓌，瀛王，章宗封[64]
- 完颜从彝，沂王；蔡王；霍王，章宗封[64]
- 完颜从宪，寿王；英王；瀛王，章宗封[64]
- 完颜玠，温王，章宗封[64]
- 完颜洪裕，绛王，章宗封[66]
- 完颜洪辉，寿王，章宗封[66]
- 完颜洪靖，荆王，章宗封[66]
- 完颜洪熙，荣王，章宗封[66]
- 完颜洪衍，英王，章宗封[66]
- 完颜忒邻，葛王，章宗封[66]
- 徒单克宁，淄王，章宗封[67]
- 吴曦，蜀王，章宗封[25]
- 完颜守绪，遂王，宣宗封[68]
- 完颜守纯，濮王、英王，宣宗封[69]
- 纥石烈执中，虞王，宣宗封[70]
- 完颜守纯，荆王，哀宗封[69]
- 完颜讹可，曹王，哀宗封[69]
- 完颜某，戴王，哀宗封[69]
- 完颜孛德，巩王，哀宗封[69]
- 国用安，兖王，哀宗封[71]
- 裴满达，王，熙宗皇后裴满氏父[72]
- 徒单蒲带，王，海陵嫡母徒单氏父[73]
- 大昊天，王，海陵生母大氏父[73]

## 郡王
- 完颜石土门， 金源郡王，正隆二年封[74]
- 完颜娄室，金源郡王，正隆二年由莘王降[29]
- 完颜勖，金源郡王，正隆二年由周宋国王降[6]
- 完颜银术可，金源郡王，正隆二年由蜀王降[28]
- 完颜宗雄，金源郡王，正隆二年由秦汉国王降[7]
- 完颜希尹，金源郡王，正隆二年由豫国王降[21]
- 完颜宗翰，金源郡王，正隆二年由周宋国王降[5]
- 完颜斡鲁，金源郡王，正隆二年由郑国王降[22]
- 完颜忠，金源郡王，世宗追封[74]
- 完颜撒改，金源郡王，世宗复封[9]
- 完颜杲，金源郡王，世宗复封[75]
- 完颜习不失，金源郡王，世宗复封[76]
- 完颜璟，金源郡王，世宗封[63]
- 纥石烈良弼，追封金源郡王[77]
- 完颜按答海，兰陵郡王，进封金源郡王，世宗复封[36]
- 纥石烈志宁，广平郡王，进封金源郡王[78]
- 徒单克宁，世宗封延安郡王，章宗封东平郡王、金源郡王[67]
- 夏全，金源郡王[79]
- 孔彦舟，广平郡王，正隆二年例降[80]
- 完颜活女， 广平郡王，正隆二年降为代国公[81]
- 完颜宗秀，广平郡王，正隆二年例降[82]
- 完颜宗贤，广平郡王，正隆二年夺爵[83]
- 王伯龙，广平郡王，正隆二年降为定国公[84]
- 完颜隈可，广平郡王，正隆二年夺爵[85]
- 耶律恕，广平郡王，正隆二年例降[86]
- 耨碗温敦思忠，广平郡王，正隆二年由齐国王降[12]
- 完颜晏，广平郡王，世宗复封[16]
- 李石，平原郡王、广平郡王[87]
- 徒单贞，追封广平郡王[41]
- 徒单镒，广平郡王，宣宗封[88]
- 完颜承晖，广平郡王，宣宗封[89]
- 张浩，南阳郡王，世宗复封[47]
- 张中孚，南阳郡王[49]
- 王彦昌，南阳郡王[90]
- 完颜襄，常山郡王，南阳郡王，章宗封[91]
- 把胡鲁，赠东平郡王，哀宗封[92]
- 仆散端，赠延安郡王，宣宗封[93]
- 时立爱，钜鹿郡王[94]
- 完颜宗宪，河内郡王、钜鹿郡王，正隆二年夺爵[95]
- 完颜思敬，河内郡王、钜鹿郡王，正隆二年夺爵[96]
- 赵兴祥，广平郡王、钜鹿郡王、天水郡王，正隆二年降为申国公[97]
- 赤盏晖，河内郡王[43]
- 高桢，河内郡王、神麓郡王，戴国公→任国公→河内郡王→代王→晋国公，正隆二年由代王降晋国公[46]
- 耶律怀义，漆水郡王，漆水郡王→莘王→萧王，正隆二年降为景国公[44]
- 完颜昂，漆水郡王[98]
- 李成，郡王，正隆二年降为济国公[99]
- 蒲察石家奴，兰陵郡王[39]
- 萧仲恭，兰陵郡王[18]
- 大㚖，神麓郡王[11]
- 范成进，胶西郡王[79]
- 张惠，临淄郡王[79]
- 赵佶，天水郡王（1141年追封）[13]
- 耶律延禧，海滨王，1126年封
- 王义深，东平郡王，完颜亮封[100]